# Aecidium brasiliense
Aecidium brasiliense é uma espécie de planta do gênero Aecidium.
Esta espécie é uma parasita que vive em folhas de plantas vivas, sendo nativa do Brasil. Sua distribuição geográfica abrange todas as regiões do país, com ocorrências confirmadas no Norte (Acre, Amazonas, Amapá, Pará, Roraima, Tocantins), Nordeste (Ceará, Maranhão, Paraíba), Centro-Oeste (Distrito Federal, Goiás, Mato Grosso do Sul, Mato Grosso), Sudeste (Minas Gerais, Rio de Janeiro, São Paulo) e Sul (Paraná, Rio Grande do Sul, Santa Catarina). Habita principalmente os domínios fitogeográficos da Amazônia e Mata Atlântica, em vegetações típicas de florestas de terra firme.